# Jewhen Mohylewskyj
Jewhen Hedeonowytsch Mohylewskyj (ukrainisch Євген Гедеонович Могилевський; russisch Евгений Гедеонович Могилевский Jewgeni Gedeonowitsch Mogilewski, * 16. September 1945 in Odessa, Ukrainische SSR; † 28. Januar 2023) war ein ukrainischer klassischer Pianist und Klavierpädagoge.

## Leben
Mohylewskyj erhielt Klavierunterricht durch seine Mutter, der Musikpädagogin Serafima Mogilewskaja, die ihn an der Stoljarski-Musikschule in Odessa unterrichtete. Ab 1963 studierte er am Moskauer Konservatorium Klavier in der Klasse von Heinrich Neuhaus, nach dessen Tod bei Stanislaw Neuhaus und später bei Jakow Sak. Nach einem Postgraduiertenstudium schloss er die Klavierausbildung ab und begann am Konservatorium 1972 zu unterrichten.
Mohylewskyj gewann 1964 den Concours Musical Reine Elisabeth in Brüssel, erlangte internationale Bekanntheit und bekam 1966 in London die Harriet-Cohen-Medaille als Bester Künstler des Jahres. 1974 debütierte er in Deutschland. Mohylewskyj trat selten außerhalb der Sowjetunion auf, Tonträgeraufnahmen blieben rar – er konzentrierte sich auf seine Lehrtätigkeit am Moskauer Konservatorium.
1987 war Mohylewskyj Juror des Concours Musical Reine Elisabeth, 1990 erhielt er den President’s Award der Universität Tel Aviv. 1991 ließ sich Mohylewskyj in Belgien nieder, konzertierte in den Vereinigten Staaten und lehrte ab 1992 am Königlichen Konservatorium Brüssel. 1999 war er Solist des Konzerts zum Tag der deutschen Einheit im Konzerthaus am Gendarmenmarkt mit dem Berliner Sinfonie-Orchester unter dem Dirigat von Andrei Boreiko.
Referenzstatus haben Mohylewskyjs Einspielung des 3. Klavierkonzerts von Rachmaninow mit der Moskauer Philharmonie unter Kirill Kondraschin aus dem Jahr 1964 und seine Aufnahme der Klaviersonate Nr. 8 op. 84 von Sergei Prokofjew 1977.
Mohylewskyj war mit der russischen Klavierpädagogin Olga Roumschewitsch verheiratet und Vater der Pianisten Maxim und Alexander Mogilewski.

## Film
- The Winners. Dokumentarfilm (1999), 85 Min., Regisseur: Paul Cohen, Produktion: VPRO. Veröffentlicht von First Run Features am 20. Januar 1999 im Film Forum New York City.[11]